# 田中謙介
田中 謙介（たなか けんすけ、1969年 - ）は、日本のゲームクリエイター、作詞家、実業家、脚本家。株式会社C2プレパラート代表取締役社長、コンテンツクラッカー株式会社代表取締役社長、株式会社C2マニュファクチュア代表取締役社長、株式会社角川アーキテクチャ代表取締役、合同会社DeviceDock代表社員、同人サークル「C2機関」主宰。
メディア上では『「艦これ」運営鎮守府』所属と表記されることが多い。作詞家としてはminatoku、同人サークルC2機関の主宰としてはkanata名義で活動している。

## 来歴・人物
東京都三鷹市出身、港区東新橋在住。神奈川県立柏陽高等学校、慶應義塾大学理工学部機械工学科卒業。
大学在籍時にファミリーソフトの開発に関わる。電通に入社した後も『エリア88』のゲームの企画とディレクションを担当している。10年ほど勤めた後、スクウェア（後のスクウェア・エニックス）でPlayOnlineの制作に携わり、ミストウォーカーへ移籍して副社長に就任していた。
ミストウォーカーを退職後には角川ゲームスに所属していたが、『艦これ改』発売と同時に退職している。
個人として2011年10月に株式会社C2プレパラートを設立。『艦隊これくしょん -艦これ-』の開発と運営を行っている。2016年9月からはコンテンツクラッカー株式会社の取締役から代表取締役社長に昇格。また、2016年12月に合同会社DeviceDockを設立、2021年10月に株式会社C2マニュファクチュアを設立し、それぞれの代表となっている。
2018年、株式会社C2プレパラートと株式会社KADOKAWAで合弁企業株式会社角川アーキテクチャを立ち上げた際には、KADOKAWA代表取締役副社長（当時）の井上伸一郎と共に代表取締役に就任。時期は不明ながら一旦は代表権のない取締役に退いたものの、これまた正確な時期は公表されていないが2022年9月頃から再び代表取締役に就任している。
前述の通りメディアでは『「艦これ」運営鎮守府』所属と表記されることが多い。「C2機関」という名義も多用しており、それらの具体的な使い分けははっきりしていない。法人名を出すことはめったにない。C2プレパラートが運用するX（旧Twitter）アカウント（C2機関@C2_STAFF）によると、『「艦これ」運営鎮守府』（＝艦これ運営）という名義についてはC2プレパラートおよびグループ会社のことを指し、田中謙介個人や角川アーキテクチャなど関連する会社は含まないとしている。

## 主な作品
- 機動戦士ガンダム クラシックオペレーション
- 機動戦士ガンダム アドバンスドオペレーション
- 機動戦士ガンダム デザートオペレーション
- エリア88 エトランジェ1995：企画、チーフディレクター
- ベイグラントストーリー：スペシャルサンクス
- FF：U 〜ファイナルファンタジー:アンリミテッド〜：ゼネラルプロデューサー
- ファイナルファンタジーX：スペシャルコーディネーター
- ファイナルファンタジーXI：広報
- ファイナルファンタジーXIII：広報
- ASH -ARCHAIC SEALED HEAT-：プロデューサー
- 艦隊これくしょん -艦これ-：企画、原作、プロデューサー、ディレクター
  - 艦これ改：プロデューサー、ディレクター
  - TVアニメ艦隊これくしょん -艦これ- (アニメ)：原案ストーリー・コンセプト、オープニング・エンディング・挿入歌作詞
  - 劇場版 -艦これ-：脚本（花田十輝と連名）、主題歌作詞
  - TVアニメ「艦これ」いつかあの海で：シリーズ構成・脚本、主題歌・エンディング曲作詞
- NAtURAL DOCtRINE：プロデューサー、原作

## 作詞
全てminatoku名義
- 海色 - AKINO from bless4
  - アニメ「艦隊これくしょん -艦これ-」主題歌
- 吹雪 - 西沢幸奏
  - アニメ「艦隊これくしょん -艦これ-」エンディング曲
- 帰還  - 西沢幸奏
  - 劇場版アニメ「艦隊これくしょん -艦これ-」主題歌
- 時雨 - 龍玄とし
  - アニメ「「艦これ」いつかあの海で」主題歌
- 未来（いま） - C2機関 1MYB
  - アニメ「「艦これ」いつかあの海で」エンディング歌
- 進め！金剛型四姉妹 - 金剛型四姉妹（金剛・比叡・榛名・霧島）
  - アニメ「艦隊これくしょん -艦これ-」劇中歌
  - 歌唱メンバーは東山奈央（金剛・比叡・榛名・霧島の一人四役）
- Bright Shower Days - 吹雪（CV:上坂すみれ）・睦月（CV:日高里菜）・夕立（CV:タニベユミ）
- 二羽鶴 - 第五航空戦隊（翔鶴・瑞鶴（CV:野水伊織））
- Let's not say "good-bye" - 艦娘特別艦隊（赤城・加賀・瑞鶴・金剛・島風・吹雪）
  - アニメ「艦隊これくしょん -艦これ-」エンディング曲
  - 歌唱メンバーは藤田咲（赤城役）、井口裕香（加賀役）、野水伊織（瑞鶴役）、東山奈央（金剛役）、佐倉綾音（島風役）、上坂すみれ（吹雪役）
- 暁の水平線に - 第一航空戦隊 旗艦二代／ 赤城（CV：藤田咲）・翔鶴（CV:野水伊織）
- 鎮守府の朝 - 第六駆逐隊／暁・響・雷・電（CV:洲崎綾）
- 華の二水戦 - 川内型軽巡洋艦 神通・那珂・川内（CV:佐倉綾音）
- 提督との絆 - 金剛型高速戦艦 金剛・比叡・榛名・霧島（CV:東山奈央）
- 加賀岬 - 加賀（CV:井口裕香）
- 加賀岬改 - 加賀（CV:井口裕香）
- 艦娘音頭 - 駆逐艦 白露型四姉妹（白露・時雨・村雨・夕立　CV:タニベユミ）
- 艦娘音頭改 - 軽巡洋艦「由良」（CV:タニベユミ）
- 月夜海
  - 鎮守府秋刀魚祭り四人衆版の歌唱メンバーは藤田咲（涼月役）、山田悠希（矢矧役）、タニベユミ（村雨役）、内田秀（Warspite役）
  - 涼月版、矢矧版、村雨版、Warspite版という各ソロ版が存在する
- 夕立抜けて - 夕立（CV:タニベユミ）
- 試してみても？ - 夕張（CV:ブリドカットセーラ恵美）
- 大和桜 - 大和（CV:竹達彩奈）
- 榛名の時間 - 榛名（CV:東山奈央）
- 羊羹恋歌 - 間宮（CV:堀江由衣）
- 奔りだす風 - 島風（CV:佐倉綾音）
- お散歩日和 - 睦月（CV:日髙里菜）
- 佐世保の時雨
  - 通常版の歌唱メンバーは時雨（CV:タニベユミ）
  - 1MYB modeの歌唱メンバーはC2機関 1MYB
- 鎮魂の大西洋 - Ms.MISTER
- 渚を越えて - Ms.MISTER